# Vidal Caldas Nogueira
Vidal de Caldas Nogueira foi um engenheiro, escritor e professor português.

## Biografia
Vidal de Caldas Nogueira nasceu em 28 de Janeiro de 1926 na freguesia de Fontoura, no concelho de Valença do Minho.[carece de fontes?]
Em 1 de Janeiro de 1950, a Gazeta dos Caminhos de Ferro noticiou que Vidal Caldas Nogueira tinha sido convidado pela Liga Portuguesa de Profilaxia Social para uma conferência no dia 14 de Janeiro no Clube Fenianos no Porto, sobre a valorização do homem como operário e intelectual. Foi a segunda vez que a Liga tinha convidado Vidal Nogueira para uma conferência, uma vez que a primeira, em 1949, tinha tido muito êxito. Nessa altura, já tinha escrito um livro de novelas, e estava prestes a concluir um outro.
Também colaborou na Gazeta dos Caminhos de Ferro.

## Obras publicadas
- O Estado da Cultura e do Civismo Português (Sob o Patrocínio da Liga Portuguesa de Profilaxia Social) no Club dos Fenianos Portuenses em 1947
- Em Busca de Novos Rumos (1954)
- Parede: concelho de Cascais (1957)
- Esquema duma Engenharia Social (Conferência de Divulgação) (1960)
- O Dirigente e a Empresa - Lisboa (1960)
- O Mercado e o Empresário em Crise: Panfleto para uma teoria e um Projecto (Lisboa, 1985)
- Interagencying - In search for a new market philosophy (1988)
- Filósofos de Acção (Interagenciando para uma nova prospectiva de mercado) (1995)